# Athylia laevicollis
Athylia laevicollis är en skalbaggsart som först beskrevs av Francis Polkinghorne Pascoe 1859.  Athylia laevicollis ingår i släktet Athylia och familjen långhorningar. Inga underarter finns listade.